# Dihydrolipoyl déshydrogénase
La dihydrolipoyl déshydrogénase (DLD), également appelée dihydrolipoamide déshydrogénase, est la dernière des trois enzymes du complexe pyruvate déshydrogénase (PDC), du complexe alpha-cétoglutarate déshydrogénase et du complexe 3-méthyl-2-oxobutanoate déshydrogénase, constitués chacun d'une décarboxylase, d'une transacétylase et d'une réductase.

## Le complexe pyruvate déshydrogénase
Le PDC catalyse la décarboxylation oxydative du pyruvate en acétyl-CoA, réaction qui réalise notamment la liaison entre la glycolyse et le cycle de Krebs ; les autres enzymes du complexe sont la pyruvate déshydrogénase (E1) et la dihydrolipoamide S-acétyltransférase (E2). Cette réaction s'écrit globalement :
|          | + CoA-SH + NAD+ → NADH + H+ + CO2 + |            |
| Pyruvate |                                     | Acétyl-CoA |

Le mécanisme en est assez complexe, et peut être résumé par le schéma simplifié ci-dessous :

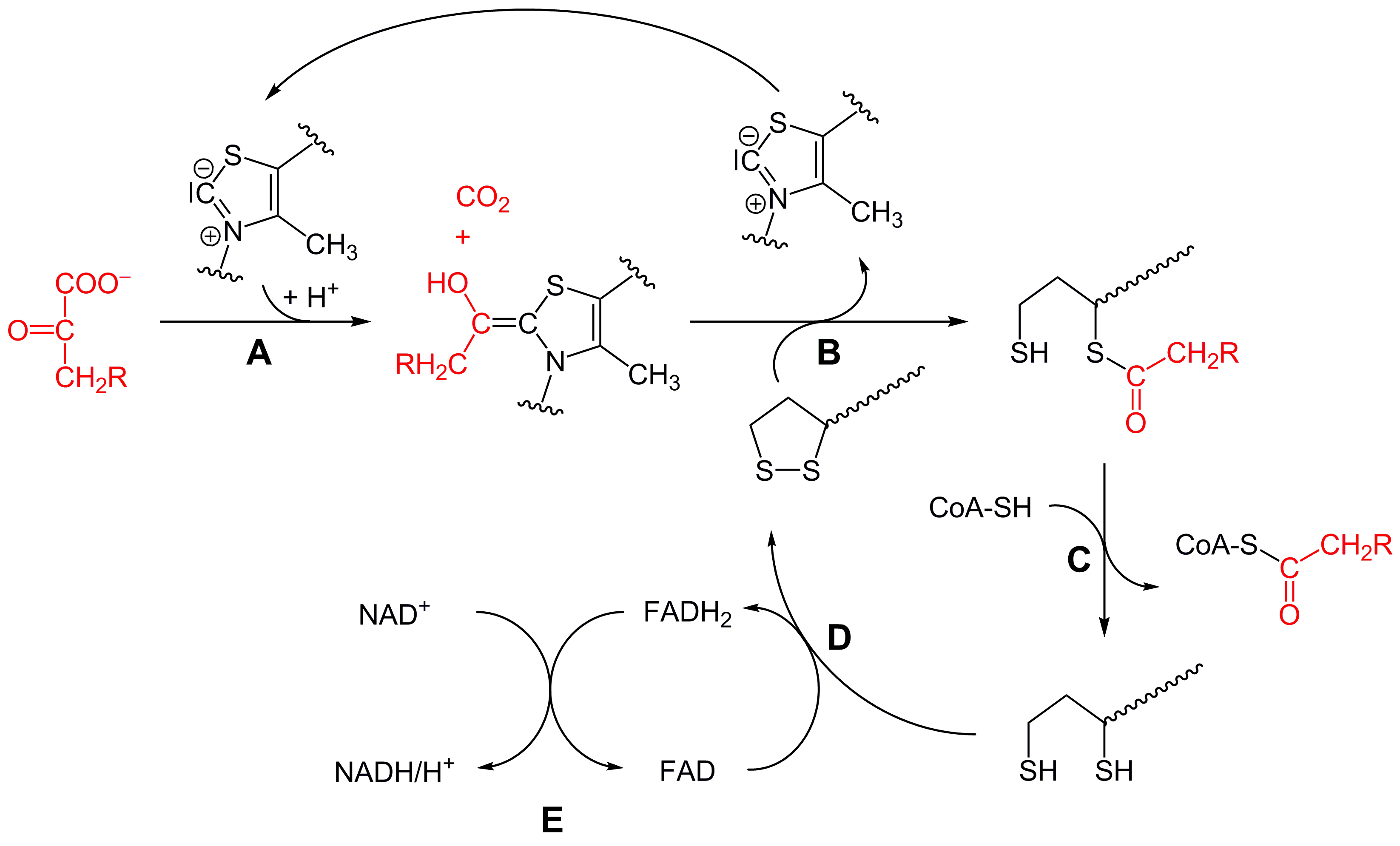
Mécanisme réactionnel du complexe pyruvate déshydrogénase (R = H sur ce schéma) :
- la pyruvate déshydrogénase (E1) catalyse les étapes A et B avec la thiamine pyrophosphate (TPP),
- la dihydrolipoamide S-acétyltransférase (E2) catalyse l'étape C avec le lipoamide et la coenzyme A (CoA-SH),
- la dihydrolipoyl déshydrogénase (E3) catalyse les étapes D et E avec la FAD et la NAD^{+}.

## La dihydrolipoyl déshydrogénase
La DLD est une flavoprotéine qui, outre sa participation aux trois complexes enzymatiques que sont le complexe pyruvate déshydrogénase, le complexe alpha-cétoglutarate déshydrogénase et le complexe 3-méthyl-2-oxobutanoate déshydrogénase, catalyse plus simplement la réduction du lipoamide en dihydrolipoamide.
Son confacteur est la flavine adénine dinucléotide (FAD), qui transfère au nicotinamide adénine dinucléotide (NAD+) les deux atomes d'hydrogène libérés par le dihydrolipoamide lors de son oxydation en lipoamide.
|                                    |  |                                          |
| Flavine adénine dinucléotide (FAD) |  | Nicotinamide adénine dinucléotide (NAD+) |